# Pancsatantra

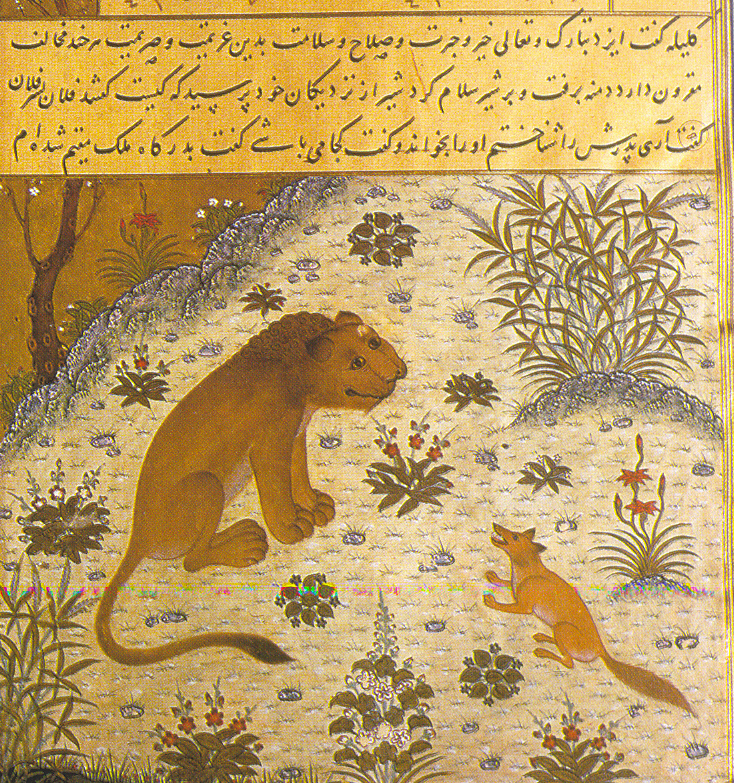
Illusztráció 15. századi perzsa kéziratból. A sakál manipulálja az oroszlánt

A Pancsatantra (szanszkrit पञ्चतन्त्र, (pʌɲʧʌtʌntɽʌ), magyarul szó szerint: „öt elv”) szanszkrit nyelvű, indiai állatmese-gyűjtemény a 2–3. századból. Udvari költeményként keletkezett és az ifjú hercegek nevelését szolgálta moralizáló történeteivel az indo-iráni kultúrkör országaiban, így a Szászánida Birodalomban is. Ma ismert formájában a 3. és a 6. század között alakult ki. Több mint hatvan nyelven, mintegy háromszáz fordítása ismert.

## Tartalma
Kerettörténete szerint egy papnak három királyfit kellett megtanítania az uralkodás tudományára, erre alkalmazta ezeket a meséket.
Az öt könyv címei:
- Mitra-bheda: Barátok elválása (Az oroszlán és a bika)
- Mitra-lābha vagy Mitra-samprāpti: Barátok szerzése (A galamb, a holló, az egér, a teknősbéka és a szarvas)
- Kākolūkīyam: Hollókról és baglyokról (Háború és béke)
- Labdhapraṇāśam: A szerzemény elvesztése (A majom és a krokodil)
- Aparīkṣitakārakaṃ: Hebehurgya cselekvés (A brámin és a mongúz)

Az elbeszélések népmesék és politikai tanítások kombinációi, helyenként mindennapi életbölcsességet is sugároznak.
Erkölcstana szerint az eszes boldogul, a hiszékeny ostoba pórul jár. A mesék azonban nem cinikusak, csak a realista felfogást képviselik a szanszkrit irodalomban addig uralkodó álszent felfogással szemben.
A mesékben szereplő állatok emberi típusok, illetve viszonylatok megtestesítői: az oroszlán az állatok királya és az indiai maharadzsák tükörképe, a sakál a miniszter hasonmása, a veréb és az elefánt viszálya pedig a kisember és a hatalmasok viszályát példázza.
Az állatmesék mellett található a gyűjteményben néhány novella is, elsősorban hiszékeny férjüket rászedő asszonyokról. Szereplői egyszerű emberek: polgárok, parasztok.

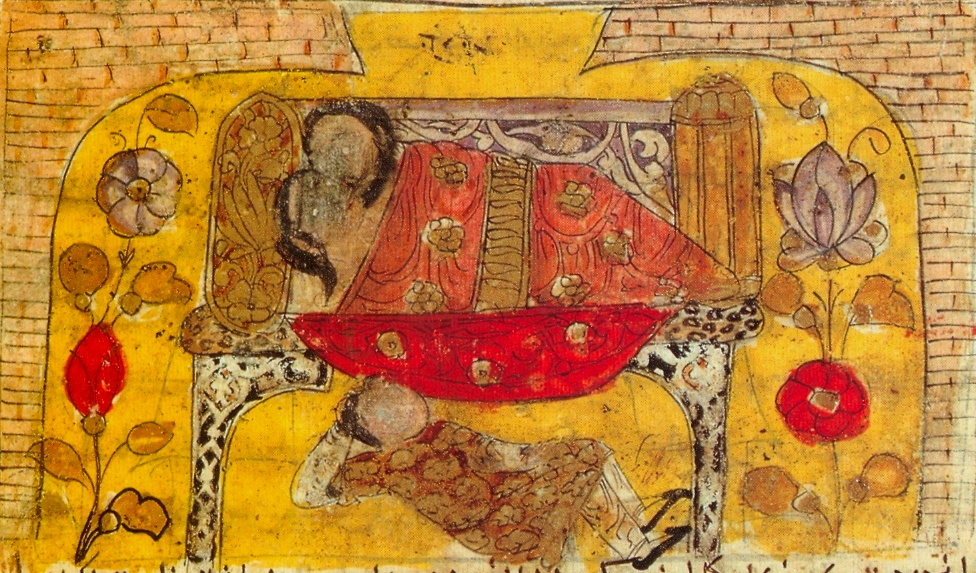
Az ostoba ács az ágy alatt, felesége a szeretőjével az ágyon. Az asszony észreveszi férjének lábát, és kitalál egy történetet, amivel tisztázza magát. Perzsa illusztráció, 1333.

A mű a többszörös keretelbeszélés technikájával dolgozik (az Ezeregyéjszaka meséihez hasonlóan), egymásba ágyazza a történeteket. A prózai szövegbe verses betétekben (a könnyebb megjegyezhetőség kedvéért)bölcs mondások vannak beiktatva. A történetek e mondásokat fejtik ki, ezek példájaként szolgálnak.
A művet csak átdolgozásokból ismerjük, eredeti szövege nem maradt fenn. A legnépszerűbb két változatot (ún. textus simplicior és textus ornatior) dzsainista szerzetesek készítették a 10–12. században. A textus ornatior szerzője Púrnabhadra (12. század).
Már a 6. században lefordították perzsa nyelvre. Ez is elveszett, azonban fennmaradt szír és arab fordítása (6. század vége, illetve 8. század). Az arab fordításról a 12. században a héber változat is elkészült, majd erről 1270 körül készült a latin változat, Johannes de Capua munkája.
Összesen mintegy 60 nyelvre fordították le.

## Magyar fordítás
- Rozsnyai Dávid (1641-1718) Horologium Turcicum et speculum continuum de rebus in orbe externis et internis Ali Cselebi török változatának fordítás-átdolgozása, latin betétekkel.[1]
- A régi indusok böltselkedések, az az Példákkal jó erköltsökre tanító könyvetske; latinból ford. Patay Sámuel; Püspöki Ny., Eger, 1781
- Bidpai–Lokman: Bidpai indiai históriái és költött beszédei; ford. Zoltán József, Wass Sámuel; Református Kollégium Ny., Kolozsvár, 1783[1]
- Pancsatantra, azaz Ötös könyv. Az életbölcsességnek régi indiai tankönyve. Az emberek és állatok világából való történeteknek világhírű gyűjteménye; ford. Schmidt József; Kner, Gyoma, 1924[2]
- Pancsatantra azaz Ötös könyv. Az életbölcsességnek régi indiai tankönyve, az emberek és állatok világából való történeteknek gyűjteménye; ford. Schmidt József, bev., jegyz. Harmatta János, ill. Győry Miklós; Magyar Helikon, Bp., 1959 Wikisource
- Bidpai és Lokman indiai históriai és költött beszédei; franciából ford. Tsehi András [Csehi P. András]; közread. Bethlenfalvy Géza, Wojtilla Gyula; Kőrösi Csoma Társaság, Bp., 1972 (hasonmás)
- Mesefolyamok óceánja. Válogatás a szanszkrit elbeszélésirodalomból, 1-2.; vál., utószó, jegyz. Vekerdi József, ford. Jánosy István et al., versford. Nagy László et al.; Európa, Bp., 1982 (A világirodalom klasszikusai)
- Pancsatantra. Hindu tanmesék; összegyűjt., ford. Balogh Barna, átdolg., kádenciák Balthazár Margit; Statiqum–Jupiter, Bp., 1992
- Pancsatantra. Az életbölcsesség ötös könyve. Az életbölcsességnek régi indiai tankönyve, az emberek és állatok világából való mulattató és tanulságos történeteknek versekkel és mondásokkal tarkázott világhírű gyűjteménye; szerk. Szántai Zsolt, ford. Schmidt József; Sudhana, Bp., 2010